# Kiều My
Nguyễn Kiều My (sinh ngày 1 tháng 9 năm 1996), nổi tiếng với nghệ danh Kiều My, là một nữ diễn viên người Việt Nam. Năm 2015, cô đoạt giải "Gương mặt triển vọng" tại Ngôi Sao Xanh với vai diễn Kiều Linh trong Hôn nhân trong ngõ hẹp.

## Tiểu sử và sự nghiệp
Kiều My, tên đầy đủ là Nguyễn Kiều My, sinh ngày 1 tháng 9 năm 1996 ở Hà Nội. Là một hot girl Hà thành, một diễn viên trẻ tài năng. Với vẻ ngoài xinh xắn, tươi trẻ và sự nhí nhảnh của cô đã thu hút được sự chú ý của công chúng. 
Năm 2015, cô đóng vai nàng dâu út Kiều Linh trong Hôn nhân trong ngõ hẹp khi chỉ mới 19 tuổi và đang học năm hai tại Trường Đại học Văn hóa Hà Nội. Đây được coi là vai diễn đầu tay của cô trên màn ảnh nhỏ và cũng trong năm này, cô đoạt giải " Gương mặt triển vọng" tại Ngôi Sao Xanh. 
Năm 2016, cô tham gia bộ phim Zippo, mù tạt và em với vai diễn Hoài (lúc trẻ), đóng cặp với Nhã Phương.  
Năm 2017, cô tham gia bộ phim Cả một đời ân oán với vai diễn Chi, đóng cặp với  Phan Thắng.
Năm 2020, cô tham gia bộ phim Cô gái nhà người ta với vai diễn Trâm. Trong phim, cô đóng vai em gái của Khoa" gà" (Đình Tú). Cũng trong năm này, cô tham gia bộ phim Đừng bắt em phải quên với vai My, bạn thân của Ngọc (Quỳnh Kool). 
Năm 2021, cô góp mặt vào vai diễn Mai Khôi trong phim Ngày mai bình yên. Trong phim, cô là con gái út của ông Phát (NSND Trung Hiếu) và bà Trúc (Thúy Hà). Cô đóng cặp với Đỗ Duy Nam. 
Năm 2022, cô góp mặt với bộ phim sitcom Sao phải xoắn với vai diễn Chan Chan Kim. 
Năm 2023, cô tái xuất màn ảnh nhỏ với bộ phim Dưới bóng cây hạnh phúc với vai Tuyết, đóng cặp với Hoàng Anh Vũ. Đây là bộ phim đánh dấu sự trở lại màn ảnh nhỏ của cô sau 2 năm vắng bóng cũng như vai diễn phụ nữ đã có gia đình sau 7 năm đóng Hôn nhân trong ngõ hẹp.

## Tác phẩm

### Phim truyền hình
| Năm  | Tựa phim                | Vai diễn       | Đạo diễn                          | Kênh      | Nguồn |
| ---- | ----------------------- | -------------- | --------------------------------- | --------- | ----- |
| 2015 | Hôn nhân trong ngõ hẹp  | Kiều Linh      | Vũ Trường Khoa                    | VTV3      | [ 3 ] |
| 2016 | Zippo, mù tạt và em     | Hoài (lúc trẻ) | Trọng Trinh - Bùi Tiến Huy        | VTV3      | [ 4 ] |
| 2017 | Cả một đời ân oán       | Chi            | Trọng Trinh                       | VTV3      |       |
| 2020 | Cô gái nhà người ta     | Trâm           | Trịnh Lê Phong                    | VTV3      | [ 5 ] |
| 2020 | Đừng bắt em phải quên   | My             | Vũ Minh Trí                       | VTV1/VTV3 | [ 6 ] |
| 2021 | Ngày mai bình yên       | Mai Khôi       | Vũ Trường Khoa - Hoàng Tích Thiện | VTV3      |       |
| 2022 | Sao phải xoắn           | Chan Chan Kim  | Phạm Gia Phương – Trần Trọng Khôi | VTV3      |       |
| 2023 | Dưới bóng cây hạnh phúc | Tuyết          | Vũ Trường Khoa                    | VTV1      |       |

## Giải thưởng
| Năm  | Giải thưởng   | Hạng mục             | Tác phẩm               | Kết quả   | Nguồn |
| ---- | ------------- | -------------------- | ---------------------- | --------- | ----- |
| 2015 | Ngôi Sao Xanh | Gương mặt triển vọng | Hôn nhân trong ngõ hẹp | Đoạt giải | [ 2 ] |